# قصر العدل (نواكشوط)

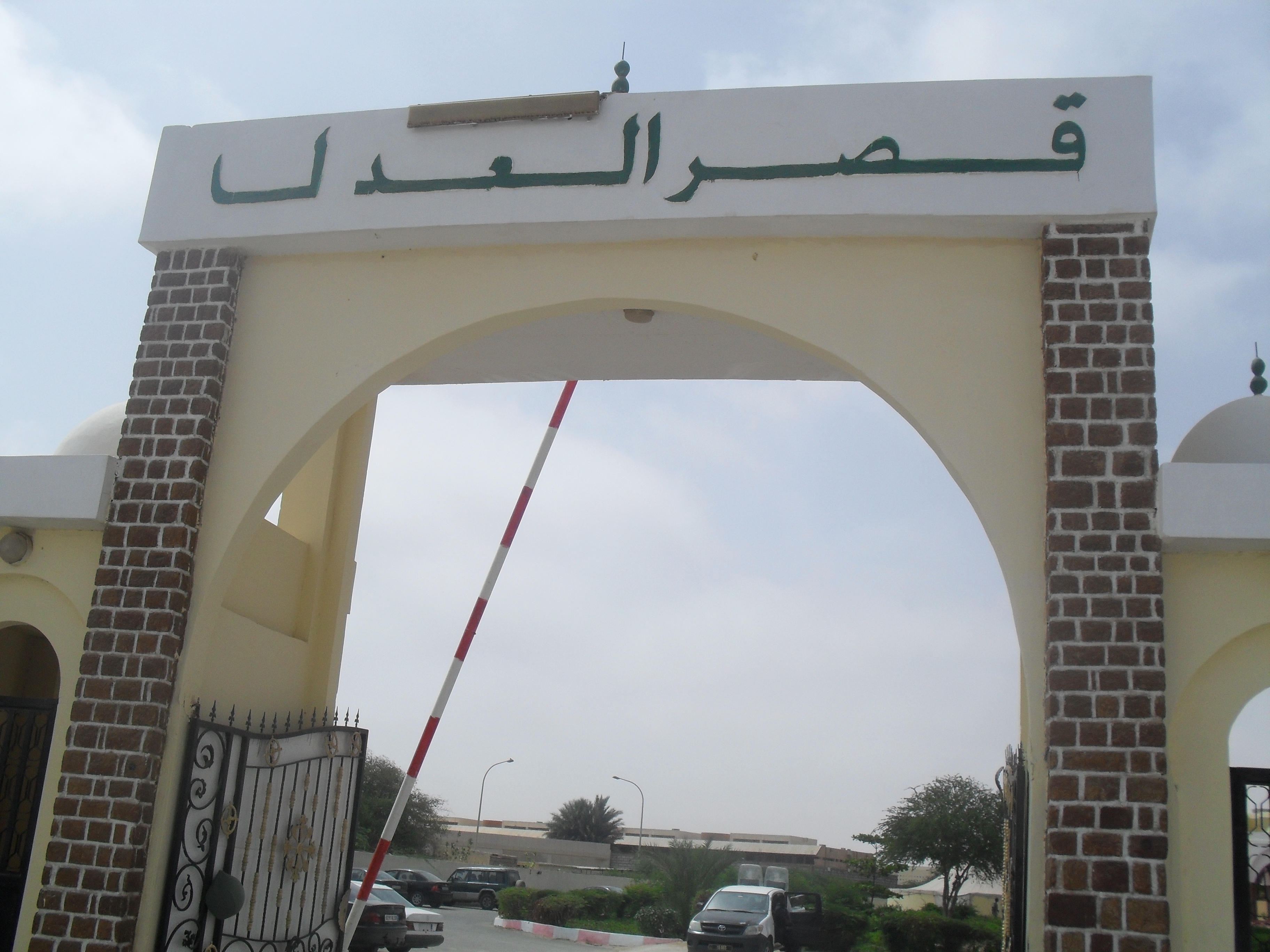

قصر العدل هو مجمع محاكم في العاصمة الموريتانية نواكشوط.